# Severni Kočarnik
Severni Kočarnik (izvirno srbsko Северни Кочарник) je naselje v Srbiji, ki upravno spada pod Občino Tutin; slednja pa je del Raškega upravnega okraja.

## Demografija
V naselju živi 483 polnoletnih prebivalcev, pri čemer je njihova povprečna starost 25,8 let (25,7 pri moških in 25,9 pri ženskah). Naselje ima 162 gospodinjstev, pri čemer je povprečno število članov na gospodinjstvo 5,07.
|  |

| Demografija | Demografija     | Demografija     |
| Leto        | Št. prebivalcev | Št. prebivalcev |
| ----------- | --------------- | --------------- |
|             |                 |                 |
|             |                 |                 |
|             |                 |                 |
|             |                 |                 |
| 1948        | 126             |                 |
| 1953        | 128             |                 |
| 1961        | 226             |                 |
| 1971        | 67              |                 |
| 1981        | 121             |                 |
| 1991        | 390             | 349             |
| 2002        | 851             | 821             |
|             |                 |                 |

| Etnična sestava po popisu iz leta 2002 | Etnična sestava po popisu iz leta 2002 | Etnična sestava po popisu iz leta 2002 | Etnična sestava po popisu iz leta 2002 | Etnična sestava po popisu iz leta 2002 |
| -------------------------------------- | -------------------------------------- | -------------------------------------- | -------------------------------------- | -------------------------------------- |
| Bošnjaki                               | Bošnjaki                               |                                        | 794                                    | 96,71%                                 |
| Srbi                                   | Srbi                                   |                                        | 23                                     | 2,80%                                  |
| Muslimani                              | Muslimani                              |                                        | 4                                      | 0,48%                                  |
| Neznano                                | Neznano                                |                                        | 0                                      | 0,0%                                   |